# Kamienice przy ul. Kuśnierskiej 10, 12, 12a i 12b w Szczecinie
Kamienice przy ul. Kuśnierskiej 10, 12, 12a i 12b – zespół czterech kamienic, zlokalizowanych przy ulicy Kuśnierskiej, na terenie szczecińskiego osiedla Stare Miasto, w dzielnicy Śródmieście. Są to jedyne zachowane budynki mieszkalne z przedwojennej zabudowy ulicy Kuśnierskiej (oprócz budynku przy ul. Grodzkiej 50), a także jedne z niewielu szczecińskich kamienic staromiejskich odbudowanych po zniszczeniach II wojny światowej.
Powojenna odbudowa kamienic została przeprowadzona w latach 70. i 80. XX wieku z przy wsparciu Społecznego Funduszu Odbudowy Stolicy. Na pamiątkę tego przedsięwzięcia umieszczono na kamienicy nr 12 tablicę z napisem „Zabytkowe kamienice odbudowane dzięki pomocy finansowej S.F.O.S.”.

## Opis

### Kuśnierska 10
Dwupiętrowa, trzyosiowa kamienica z użytkowym poddaszem. Parter mieszczący wejście do budynku i lokal usługowy ozdobiono boniowaniem. Okna pierwszego i drugiego piętra obramowano listwami, a przestrzeń podokienną zaakcentowano konsolami. Drugie piętro i dach rozdzielono gzymsem koronującym. W trakcie powojennej odbudowy kamienica została odbudowana ze zmianami. Zmniejszono otwory okienne parteru adaptując dawne pomieszczenia sklepu do innych celów, uproszczono zdobienia okien, zmieniono kształt lukarn poddasza.

### Kuśnierska 12
Dwupiętrowa, czteroosiowa kamienica z barokowym ozdobnym szczytem kryjącym poddasze, wzniesiona w drugiej połowie XIV wieku. Kondygnacje zróżnicowano poziomymi gzymsami, a okna podkreślono listwami. W szczycie wieńczącym budynek umieszczono dwa okna doświetlające pomieszczenia poddasza. Po II wojnie światowej zmieniono układ otworów okiennych i drzwiowych na parterze. 14 sierpnia 1991 r. budynek został wpisany do rejestru zabytków.

### Kuśnierska 12a
Kamienica wzniesiona jako dwupiętrowa, trzyosiowa. Poszczególne piętra rozgraniczono gzymsami, a okna parteru i wyższych pięter obramowano listwami. Na parterze zlokalizowano lokal usługowy. W latach powojennych budynek obniżono, kryjąc drugie piętro w spadzistym dachu. Na parterze przebito nowe otwory okienne i drzwiowe.

### Kuśnierska 12b
Kamienica zbudowana jako narożna, jednopiętrowa z poddaszem. Elewację od strony ulicy Kuśnierskiej zaprojektowano jako pięcioosiową, a od strony ulicy Grodzkiej jako dwuosiową. Skromny detal architektoniczny obejmował ozdobny portal drzwi od strony Kuśnierskiej, listwy obramowujące okna i gzyms koronujący. W ramach odbudowy kamienicę skrócono z pięciu osi do trzech, a od strony ulicy Grodzkiej wykonano nową czteroosiową elewację ze zdobieniami nawiązującymi do tych z fasady zwróconej ku ulicy Kuśnierskiej.

## Galeria

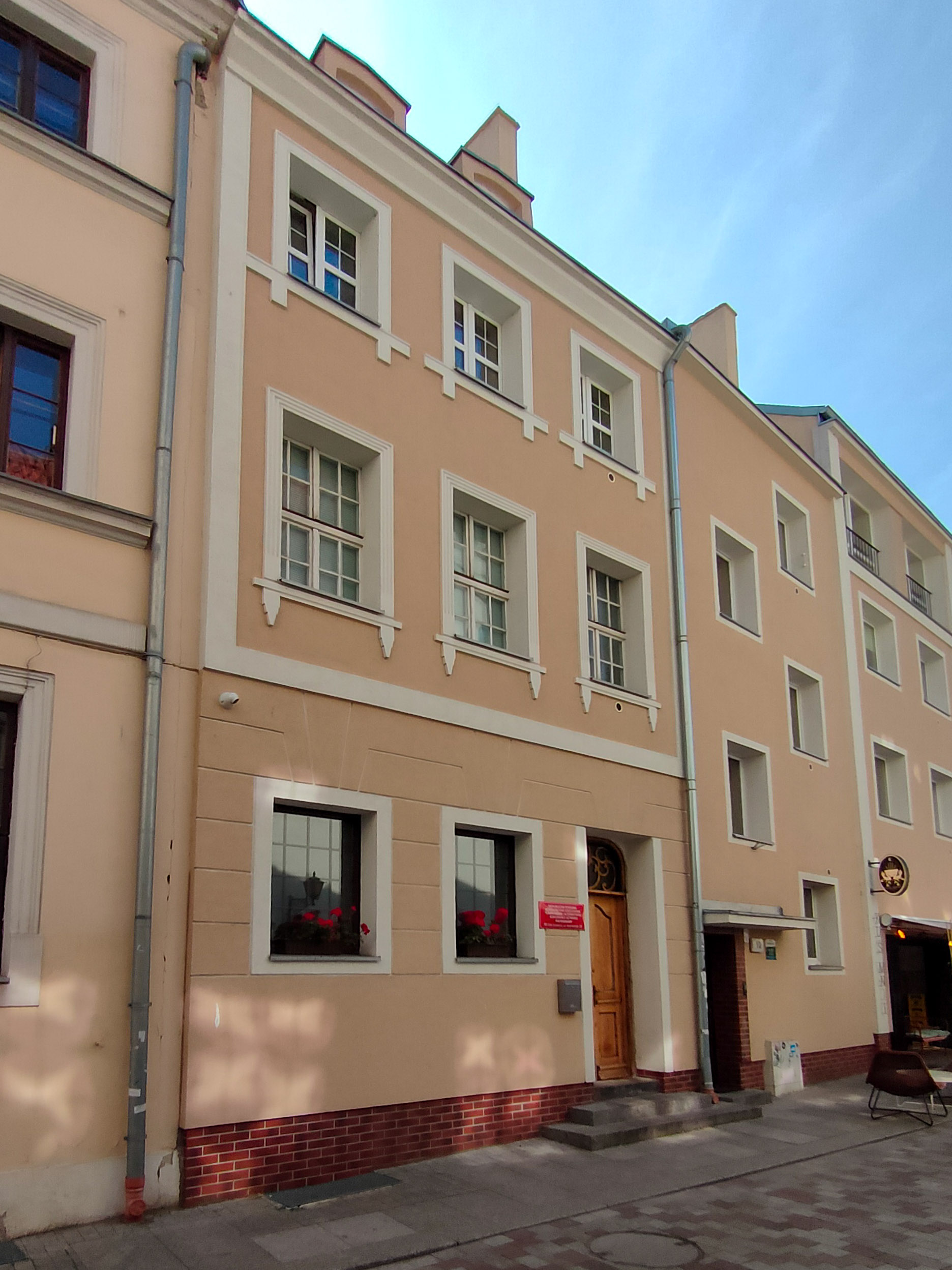
Kamienica nr 10
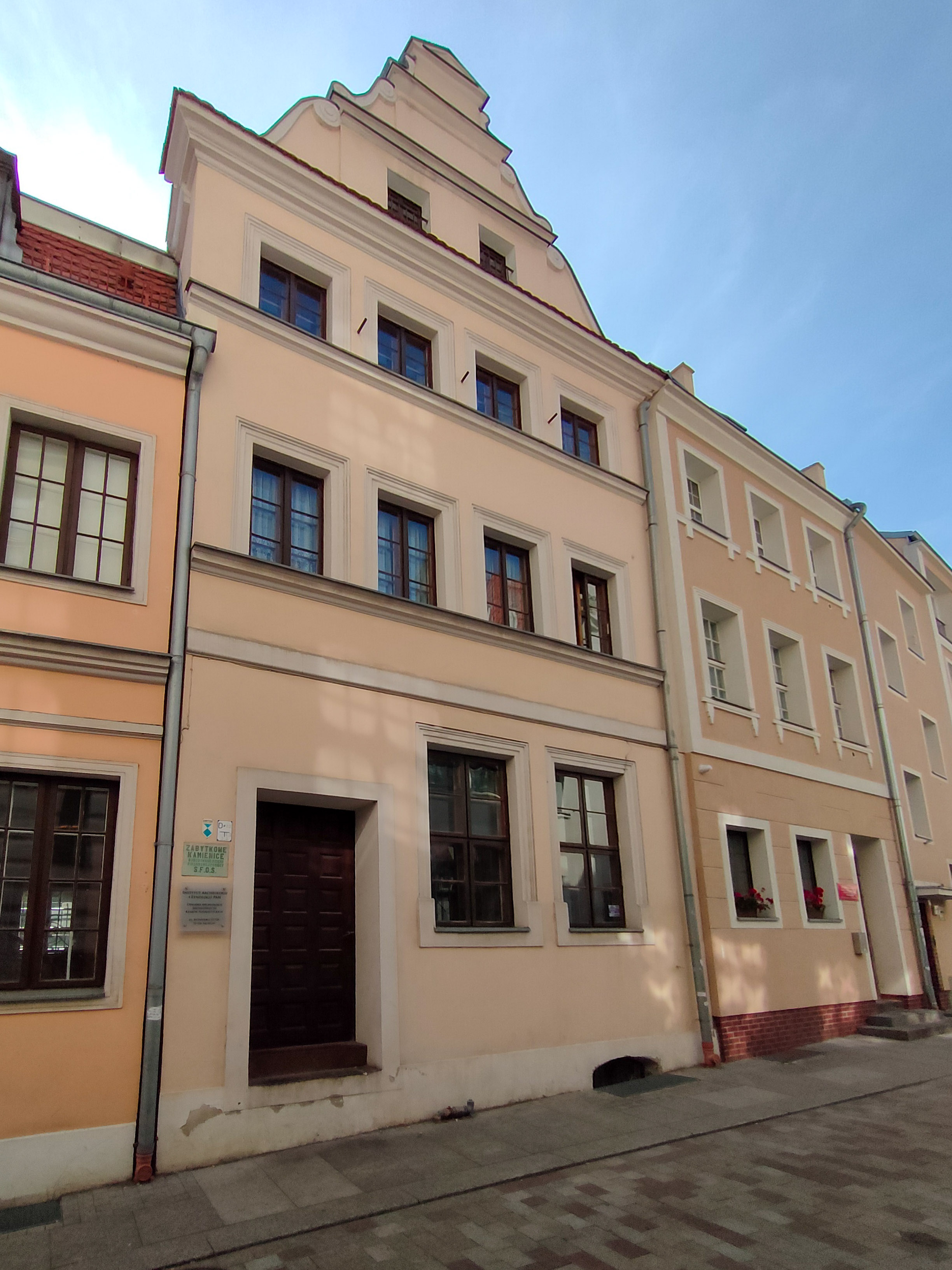
Kamienica nr 12
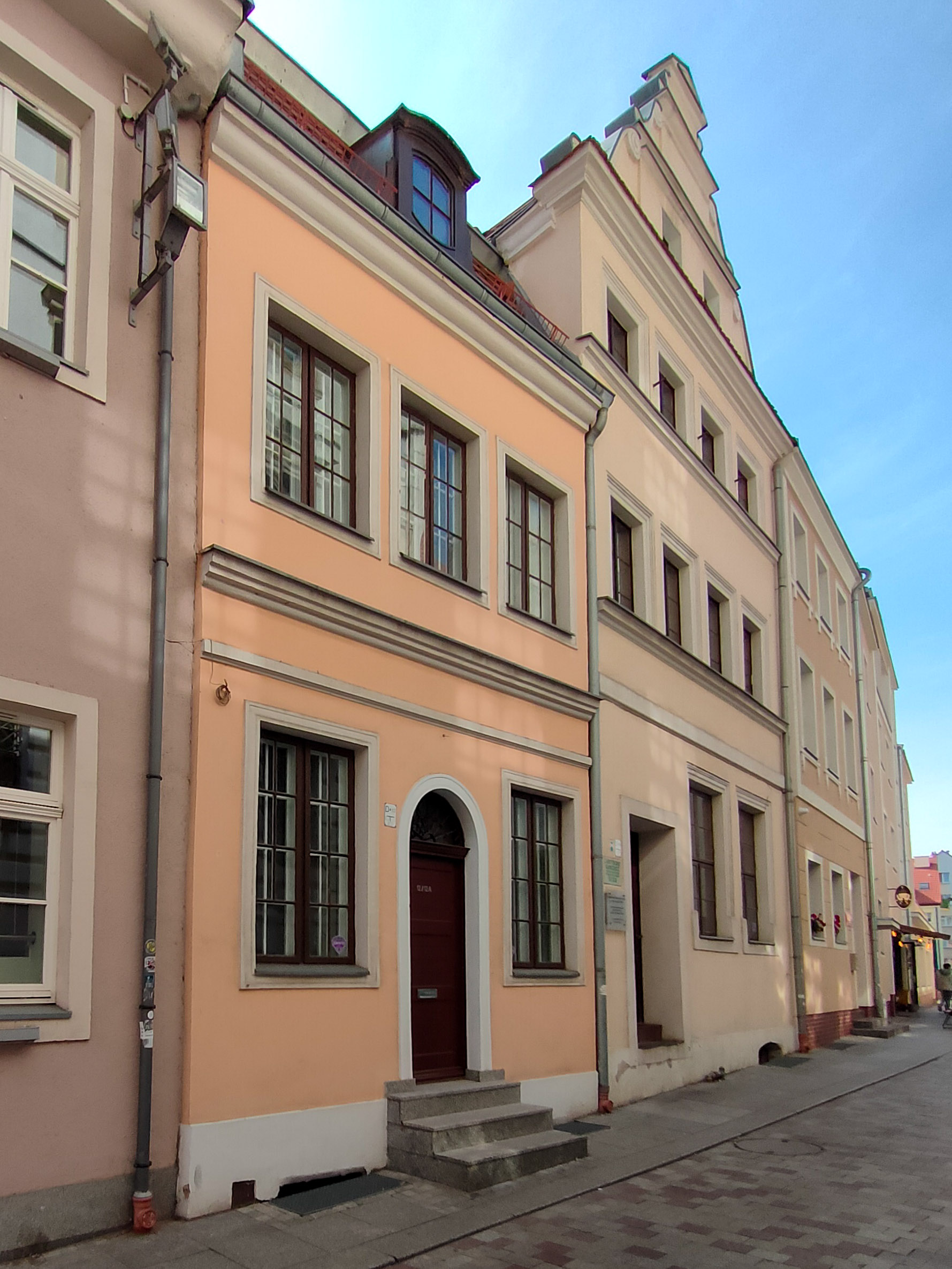
Kamienica nr 12a
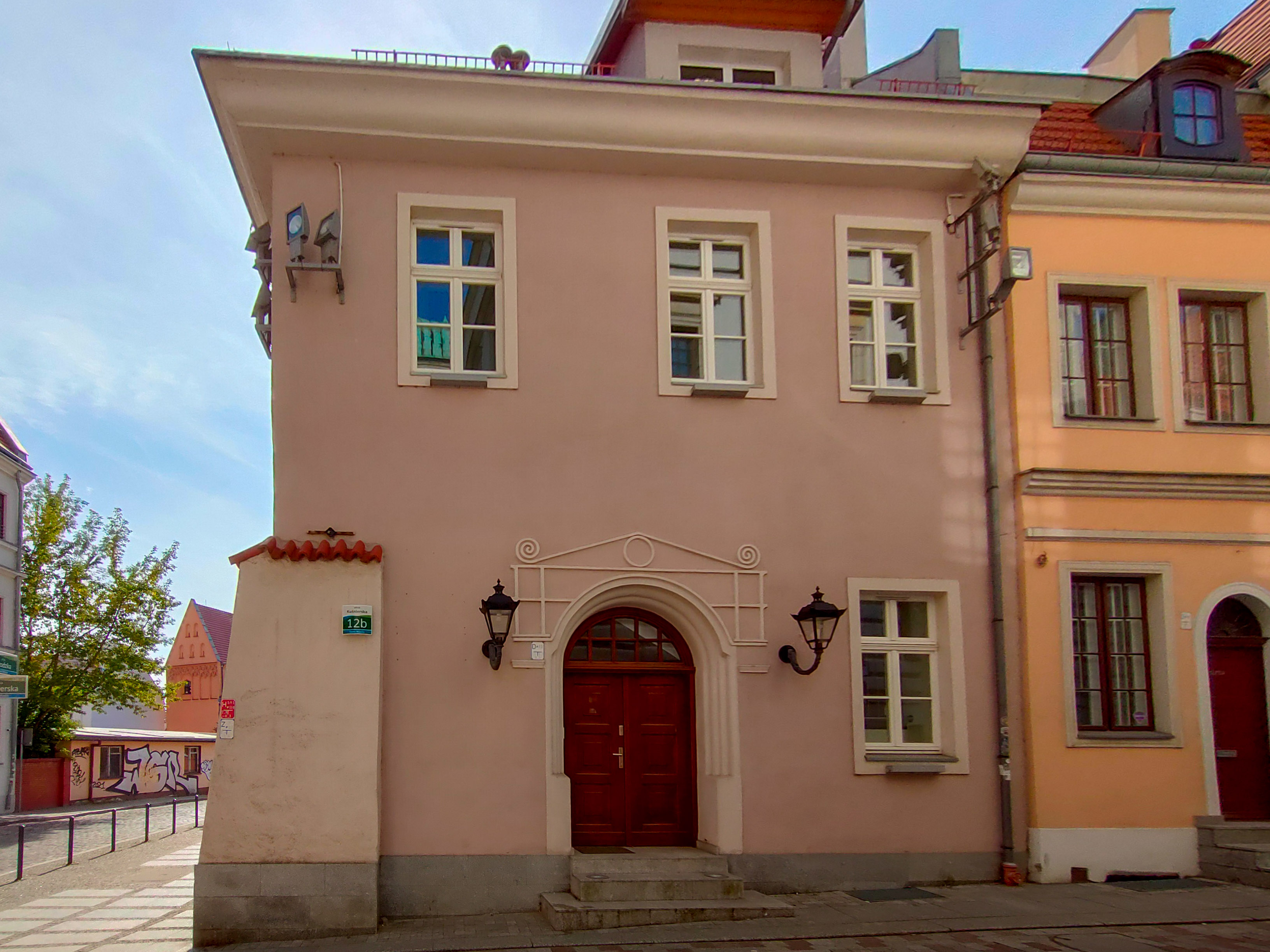
Kamienica nr 12b
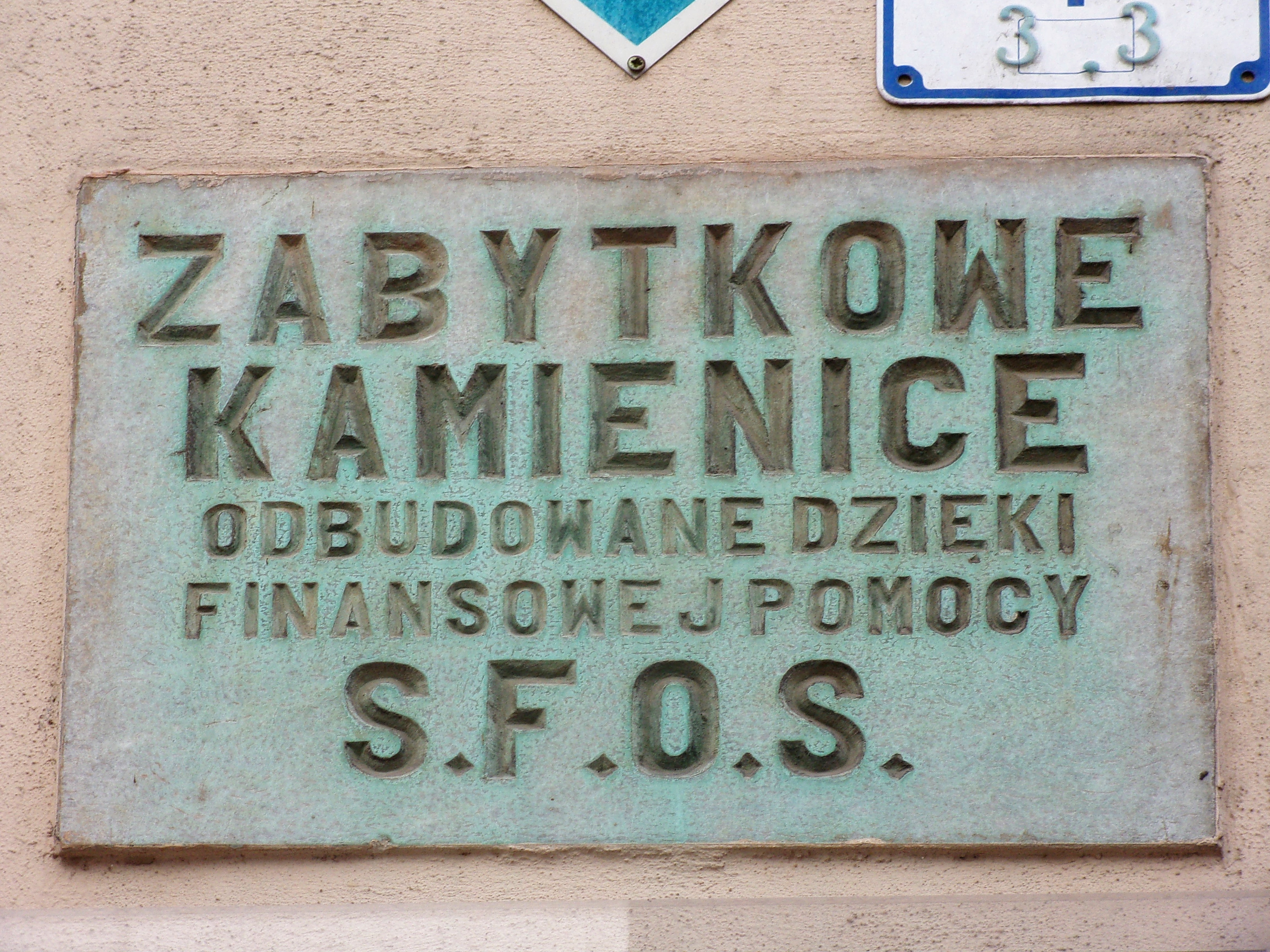
Tablica na kamienicy nr 12